# تريادة (الرياشية)

تعديل مصدري - تعديل

تريادة هي إحدى قرى عزلة ثمن الرياشية بمديرية الرياشية التابعة لمحافظة البيضاء، بلغ تعداد سكانها 434 نسمة حسب تعداد اليمن لعام 2004.